# Maria Teresa Bassa Poropat
Maria Teresa Bassa Poropat (Trieste, 23 novembre 1946) è una politica italiana, ultima presidente della Provincia di Trieste dal 2006 al 2016.

## Biografia
Laureata in psicologia presso l'Università degli Studi di Trieste e specializzata in psicopedagogia presso l'Università degli Studi di Torino, ha insegnato presso la facoltà di psicologia dell'Università di Trieste.
È stata Giudice privato del Tribunale dei minori della provincia di Trieste e ha insegnato alla facoltà di Psicologia dell'Università di Trieste, esponente di Cittadini per il Presidente, è stata assessore all'Educazione, Condizione giovanile e Pari opportunità del Comune di Trieste dal 1996 al 2001. Dal 2003 al 2006 è stata consigliera regionale.
È stata eletta Presidente della Provincia alle amministrative del 2006 (ballottaggio del 23-24 aprile), raccogliendo il 50,83% dei voti in rappresentanza di una coalizione di centrosinistra battendo il Presidente uscente (Fabio Scoccimarro). È stata rieletta nel 2011 ottenenedo al primo turno il 48,48% e superando al secondo il candidato di centrodestra Giorgio Ret con il 58,7%.